# Juliusz Álvarez Mendoza
Juliusz Álvarez Mendoza, (hiszp.) Julio Álvarez Mendoza (ur. 20 grudnia 1866 w Guadalajarze, zm. 30 marca 1927 San Julián) – święty Kościoła katolickiego, prezbiter, męczennik, ofiara rewolucji meksykańskiej.

## Życiorys
Pochodził z rodziny Atanazego Alvareza i Dolores Mendozy. Do seminarium w Guadalajarze wstąpił dzięki protekcji. W 1894 r. przyjął święcenia kapłańskie i podjął pracę na terenie diecezji guadalajarskiej administrując parafią w Mechoacanejo w stanie Jalisco. Miłością darzył Matkę Bożą z Guadelupe. W swojej działalności propagował wśród wiernych modlitwę różańcową i sakrament Eucharystii. Służył ubogim dzieląc się wyniesionymi z domu umiejętnościami krawieckimi. Wbrew dekretowi z 1926 r., nakazującemu duchownym przeniesienie się do miast nie opuścił wiernych świadcząc posługę kapłańską. Aresztowany został pod koniec marca 1927 roku gdy przygotowywał się do spowiadania i mszy. Przez następne dni pędzony był przez żołnierzy, aż do miejsca śmierci.
Do plutonu egzekucyjnego zwrócił się ze słowami wybaczenia dodając:

Idę na śmierć niewinnie. Nie zrobiłem nic złego, a moim przestępstwem jest to, że służyłem Bogu.

Rozstrzelany został i pogrzebany na podmiejskim wysypisku śmieci w San Julián.
Atrybutem świętego męczennika jest palma.
Po translacji szczątki spoczęły w Mechoacanejo, mieście które obecnie jest miejscem jego kultu.
Po zakończeniu procesu informacyjnego na etapie lokalnej diecezji, który toczył się w latach 1933–1988, został beatyfikowany 22 listopada 1992 roku w watykańskiej bazylice św. Piotra, a jego kanonizacja na Placu Świętego Piotra, w grupie Krzysztofa Magallanesa Jary i 24 towarzyszy, odbyła się 21 maja 2000 roku. Wyniesienia na ołtarze Kościoła katolickiego dokonał papież Jan Paweł II.
Wspomnienie liturgiczne obchodzone jest w rocznicę śmierci 30 marca.